# Nishinoomote
Nishinoomote (西之表市, Nishinoomote-shi) est une ville située dans la sous-préfecture de Kumage, dans la préfecture de Kagoshima, au Japon.

## Géographie

### Situation
Nishinoomote est située dans le nord de Tanega-shima, dans l'archipel Ōsumi. Mage-shima fait également partie du territoire de la ville.

### Démographie
Lors du recensement national de 2010, la ville de Nishinoomote comptait 16 891 habitants répartis sur une superficie de 205,66 km2. En avril 2022, la population était de 14 570 habitants.

### Climat
Nishinomote a un climat subtropical humide avec des étés longs, chauds et humides et des hivers doux. Les précipitations sont abondantes tout au long de l'année, avec des pluies particulièrement abondantes en mai, juin, août et septembre. La région est sujette à de fréquents typhons.

## Histoire
Le village moderne de Kitatane a été créé le 1er avril 1889. Il a été élevé au statut de bourg le 1er avril 1926 et renommé Nishinoomote. Vers la fin de la Seconde Guerre mondiale, la ville a abrité une garnison de 12 000 soldats de l'Armée impériale japonaise et a été bombardée par la marine américaine en 1945.
Nishinoomote a été élevé au statut de ville le 1er avril 1958.

## Transports
Un service de ferrys relie la ville vers Kagoshima, Tokyo, Kobe et Osaka, ainsi que vers Okinawa et les autres îles de l’archipel Ōsumi.
L’aéroport de New Tanegashima (en) se trouve dans le bourg voisin de Nakatane.

## Jumelage
La ville est jumelée avec Vila do Bispo au Portugal.